# Párizs 18. kerülete
Párizs 18. kerülete (XVIIIe arrondissement) Franciaország fővárosának 20 kerületének egyike. A beszélt francia nyelven ezt arrondissementet dix-huitième-nek nevezik.
A Butte-Montmartre néven ismert kerület a Szajna jobb partján fekszik. Leginkább arról ismert, hogy itt található a Montmartre negyed, amely egy művészeti múltjáról ismert dombon fekszik, a Bateau-Lavoir-on, ahol Pablo Picasso, Georges Braque és Amedeo Modigliani élt és dolgozott a 20. század elején. A zenei díva, Dalida háza, a Moulin Rouge kabarét, más történelmi nevezetességek és a kiemelkedő Sacré Cœur-bazilika található itt, amely a domb legtetején található.
A 18. kerületben található az észak-afrikai és afrikai Goutte d'Or negyed is, amely híres a piacáról, a marché Barbès-ről, ahol az afrikai kontinens különböző termékei kaphatók.

## Népesség
| Lakosok száma | 201 975 | 196 143 | 195 233 | 193 665 | 192 468 | 191 135 | 188 446 | 185 825 |
|               | 2009    | 2016    | 2017    | 2018    | 2019    | 2020    | 2021    | 2022    |